# جيمس جي. ويلسون
جيمس جي. ويلسون هو سياسي أمريكي، ولد في 1775 في مقاطعة إسكس في الولايات المتحدة، وتوفي في 28 يوليو 1824 في ترنتون في الولايات المتحدة. نشط حزبياً في الحزب الجمهوري الديمقراطي.

## مناصب
- انتخب عضو مجلس الشيوخ الأمريكي [الإنجليزية]‏ عن دائرة New Jersey Class 1 senate seat ‏ وقد انضم خلال فترته النيابية [الإنجليزية]‏ (4 مارس 1819 – 8 يناير 1821) للكتلة البرلمانية الحزب الجمهوري الديمقراطي.
- انتخب عضو مجلس الشيوخ الأمريكي [الإنجليزية]‏ عن دائرة New Jersey Class 1 senate seat ‏ وقد انضم خلال فترته النيابية [الإنجليزية]‏ (4 مارس 1817 – 4 مارس 1819) للكتلة البرلمانية الحزب الجمهوري الديمقراطي.
- انتخب عضو مجلس الشيوخ الأمريكي [الإنجليزية]‏ عن دائرة New Jersey Class 1 senate seat ‏ وقد انضم خلال فترته النيابية [الإنجليزية]‏ (4 مارس 1815 – 4 مارس 1817) للكتلة البرلمانية الحزب الجمهوري الديمقراطي.
- انتخب عضو جمعية نيوجيرسي العامة ‏.
- انتخب عضو مجلس الشيوخ الأمريكي [الإنجليزية]‏.